# Équipe d'Uruguay de football à la Copa América 1995
L'équipe d'Uruguay de football à la Copa América 1995 participe à sa 35e Copa América lors de cette édition 1995 qui se tient en Uruguay du 5 juillet au 23 juillet 1995.

## Résultats

### Phase de groupe
| Classement final |           |     |   |   |   |   |    |    |      |
|                  | Équipe    | Pts | J | G | N | P | BP | BC | Diff |
| 1                | Uruguay   | 7   | 3 | 2 | 1 | 0 | 6  | 2  | +4   |
| 2                | Paraguay  | 6   | 3 | 2 | 0 | 1 | 5  | 4  | +1   |
| 3                | Mexique   | 4   | 3 | 1 | 1 | 1 | 5  | 4  | +1   |
| 4                | Venezuela | 0   | 3 | 0 | 0 | 3 | 4  | 10 | -6   |

| 5 juillet  | Uruguay | 4 | 1 | Venezuela |
| 9 juillet  | Uruguay | 1 | 0 | Paraguay  |
| 13 juillet | Uruguay | 1 | 1 | Mexique   |

| 5 juillet 1995 | Uruguay                                                      | 4 – 1   | Venezuela                   | Stade Centenario (Montevideo)                                |                                                              |
|                | Fonseca 14e · Otero 25e · Francescoli 75e (pen.) · Poyet 84e | (2 - 0) | Dolgetta 53e · S. Rivas 56e | Spectateurs : 32 000 Arbitrage : Salvador Imperatore Marcone | Spectateurs : 32 000 Arbitrage : Salvador Imperatore Marcone |

| 9 juillet 1995 | Uruguay         | 1 – 0   | Paraguay | Stade Centenario (Montevideo)                              |                                                            |
|                | Francescoli 13e | (1 - 0) |          | Spectateurs : 40 000 Arbitrage : Márcio Rezende de Freitas | Spectateurs : 40 000 Arbitrage : Márcio Rezende de Freitas |

| 13 juillet 1995 | Uruguay       | 1 – 1   | Mexique    | Stade Centenario (Montevideo)                     |                                                   |
|                 | Saralegui 79e | (0 - 0) | García 67e | Spectateurs : 10 000 Arbitrage : Javier Castrilli | Spectateurs : 10 000 Arbitrage : Javier Castrilli |

### Quart de finale

#### Uruguay - Bolivie
| 16 juillet 1995 | Uruguay                 | 2 – 1 | Bolivie     | Stade Centenario (Montevideo)                  |                                                |
| | Otero 1re · Fonseca 30e | (2 - 0) | Sánchez 71e | Spectateurs : 45 000 Arbitrage : Alfredo Rodas | Spectateurs : 45 000 Arbitrage : Alfredo Rodas |
| Alvez - Méndez, Herrera, Moas, Silva - Dorta, Gutiérrez, Poyet ( 66e Saralegui), Francescoli - Fonseca ( 34e Sosa), Otero ( 71e Abeijón) | Équipes                 | Trucco - Rimba, Sánchez ( 88e Angola), Sandy, Cristaldo - Borja ( 56e Ruiz), J. Peña, Melgar, Baldivieso, Etcheverry - Mercado ( 46e A. Peña) |             | Spectateurs : 45 000 Arbitrage : Alfredo Rodas | Spectateurs : 45 000 Arbitrage : Alfredo Rodas |

### Demi finale

#### Uruguay - Colombie
| 19 juillet 1995 | Uruguay                  | 2 – 0 | Colombie | Stade Centenario (Montevideo)                  |                                                |
| | Adinolfi 51e · Otero 70e | (0 - 0) |          | Spectateurs : 20 000 Arbitrage : Félix Benegas | Spectateurs : 20 000 Arbitrage : Félix Benegas |
| Alvez - Méndez, Herrera, Moas, Silva - Dorta, Gutiérrez, Poyet ( 84e Saralegui), Adinolfi ( 79e Abeijón) - Francescoli ( 75e Martínez), Otero | Équipes                  | Higuita - Cabrera, Mendoza, Bermúdez, Santa ( 74e Cardona) - Lozano, Álvarez, Rincón, Valderrama - Arboleda ( 71e León), Asprilla |          | Spectateurs : 20 000 Arbitrage : Félix Benegas | Spectateurs : 20 000 Arbitrage : Félix Benegas |

### Finale

#### Uruguay - Brésil
| 23 juillet 1995 | Uruguay           | 1 – 1 a.p. | Brésil    | Stade Centenario (Montevideo)                         |                                                       |
| | Bengoechea 51e    | (0 - 1) | Túlio 37e | Spectateurs : 60 000 Arbitrage : Arturo Brizio Carter | Spectateurs : 60 000 Arbitrage : Arturo Brizio Carter |
| · Francescoli · Bengoechea · Herrera · Gutiérrez · Martínez | Tirs au but 5 - 3 | · Roberto Carlos · Zinho · Túlio · Dunga · |           | Spectateurs : 60 000 Arbitrage : Arturo Brizio Carter | Spectateurs : 60 000 Arbitrage : Arturo Brizio Carter |
| Alvez - Méndez, Herrera, Moas, Silva ( 35e Adinolfi) - Dorta ( 46e Bengoechea), Gutiérrez, Poyet, Francescoli - Fonseca ( 46e Martínez), Otero · Entraîneur : Héctor Núñez | Équipes           | Taffarel - Jorginho, Aldair, André Cruz, Roberto Carlos - Dunga, César Sampaio, Juninho Paulista ( 69e Beto), Zinho - Edmundo, Túlio · Entraîneur : Mário Zagallo |           | Spectateurs : 60 000 Arbitrage : Arturo Brizio Carter | Spectateurs : 60 000 Arbitrage : Arturo Brizio Carter |

| Copa América 1995 - Vainqueur Uruguay 14e titre |

## Effectif
Une première liste de 23 joueurs constituant l'équipe d'Uruguay
Sélectionneur :  Héctor Núñez
| No. | Pos.      | Joueur             | Date de naissance et âge | Sélec. | Club              |
| --- | --------- | ------------------ | ------------------------ | ------ | ----------------- |
| 1   | Gardien   | Fernando Alvez     | 4 septembre 1959         |        | CA River Plate    |
| 2   | Défenseur | Oscar Aguirregaray | 25 octobre 1959          |        | Peñarol           |
| 3   | Défenseur | Eber Moas          | 21 mars 1969             |        | América de Cali   |
| 4   | Défenseur | José Oscar Herrera | 17 juin 1965             |        | Cagliari          |
| 5   | Défenseur | Álvaro Gutiérrez   | 21 juillet 1968          |        | Nacional          |
| 6   | Défenseur | Edgardo Adinolfi   | 27 mars 1973             |        | CA River Plate    |
| 7   | Attaquant | Marcelo Otero      | 14 avril 1971            |        | Peñarol           |
| 8   | Milieu    | Pablo Bengoechea   | 27 juin 1965             |        | Peñarol           |
| 9   | Attaquant | Daniel Fonseca     | 13 septembre 1969        |        | AS Roma           |
| 10  | Attaquant | Enzo Francescoli   | 12 novembre 1961         |        | River Plate       |
| 11  | Milieu    | Gustavo Poyet      | 15 novembre 1967         |        | Real Zaragoza     |
| 12  | Gardien   | Claudio Arbiza     | 3 mars 1967              |        | Olimpia Asunción  |
| 13  | Attaquant | Rubén Da Silva     | 11 avril 1968            |        | Boca Juniors      |
| 14  | Défenseur | Gustavo Méndez     | 3 février 1971           |        | Nacional          |
| 15  | Milieu    | Marcelo Saralegui  | 18 mai 1971              |        | Racing Club       |
| 16  | Défenseur | Luis Diego López   | 22 août 1974             |        | CA River Plate    |
| 17  | Attaquant | Sergio Martínez    | 15 février 1969          |        | Boca Juniors      |
| 18  | Défenseur | Tabaré Silva       | 30 août 1974             |        | Defensor Sporting |
| 19  | Milieu    | Nelson Abeijón     | 27 juillet 1973          |        | Nacional          |
| 20  | Attaquant | Rubén Sosa         | 25 avril 1966            |        | Internazionale    |
| 21  | Milieu    | Diego Dorta        | 31 décembre 1971         |        | Peñarol           |
| 22  | Gardien   | Oscar Ferro        | 2 mars 1967              |        | Peñarol           |